# Emden (1925)
Emden byl lehký křižník postavený po první světové válce pro německou reichsmarine. Následně sloužil v kriegsmarine. Většinu služby byl využíván především k výcviku. Byl ve službě za druhé světové války. Dne 3. května 1945 byl potopen vlastní posádkou.

## Stavba

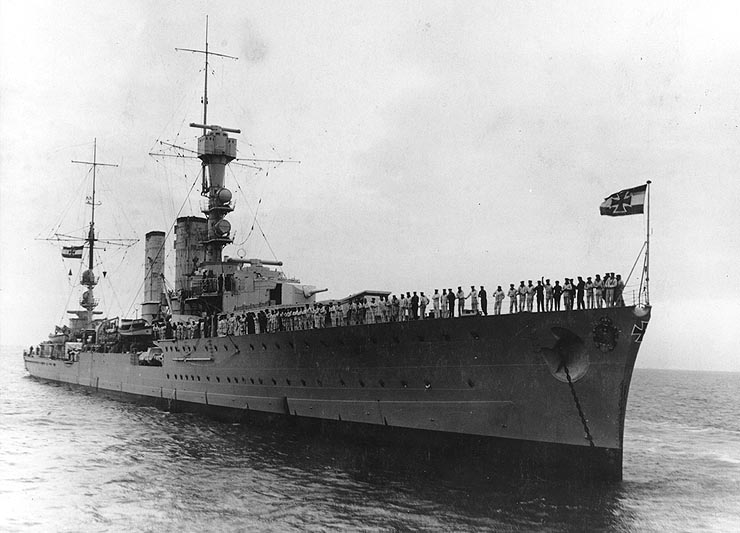
Emden roku 1930

Lehký křižník Emden byl první válečnou lodí postavenou pro Německo od konce první světové války. Jednalo se o vylepšenou verzi křižníků třídy Königsberg. Křižník postavila německá loděnice KMW ve Wilhelmshavenu. Kýl byl založen 8. prosince 1921, na vodu byla loď spuštěna 7. ledna 1925 a do služby byla přijata 15. října 1925.

## Konstrukce

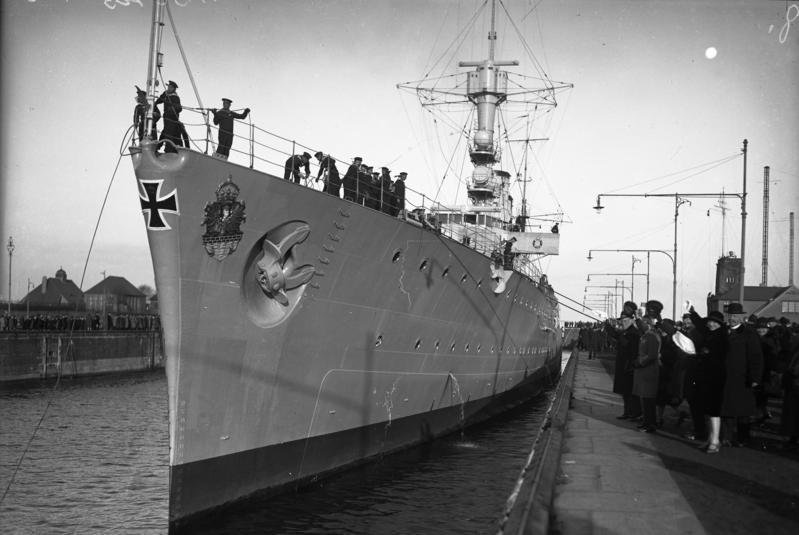
Emden

Výzbroj tvořilo osm 150mm kanónů, dva 88mm kanóny a čtyři 500mm torpédomety. Pohonný systém tvořilo 10 kotlů a dvě parní turbíny Brown-Boveri o výkonu 45 900 hp, pohánějící dva lodní šrouby. Čtyři kotle spalovaly uhlí a šest naftu (na naftu byly všechny upraveny roku 1934). Nejvyšší rychlost dosahovala 29 uzlů. Dosah byl 5200 námořních mil při rychlosti 18 uzlů.

## Služba
Dne 9. prosince 1944 kvůli navigační chybě ztroskotal v Oslofjordu. Později jej několikrát poškodilo spojenecké letectvo. Dne 3. května 1945 byl v Kielu zničen vlastní posádkou.